# Coprinellus curtus
Coprinellus curtus là một loài nấm trong họ Psathyrellaceae. Nó được miêu tả đầu tiên là Coprinus curtus bởi Károly Kalchbrenner năm 1876 trước khi được xếp vào chi Coprinellus năm 2001.